# Zlib
zlib — свободная кроссплатформенная библиотека для сжатия данных, созданная Жан-Лу Гайи и Марком Адлером. Является обобщением алгоритма сжатия данных DEFLATE, используемого в их компрессоре данных gzip. Первая публичная версия 0.9, выпущена 1 мая 1995 года для использования вместе с библиотекой libpng. Распространяется под лицензией zlib.

## ПО, использующее zlib
zlib широко применяется. К примеру, zlib и DEFLATE часто заменяют друг друга в текстах стандартов. Сотни приложений для Юникс-подобных ОС (например, Linux) используют zlib. Также она используется и на других платформах, например, на Windows и Palm OS. Несколько значимых применений:
- Ядро Linux — реализация сетевых протоколов со сжатием, прозрачное сжатие, интегрированное в файловые системы, сжатие [загрузочного образа (initrd) для хранения на дисках (с распаковкой во время загрузки).
- libpng, реализация формата изображений PNG, использует DEFLATE для потокового сжатия данных.
- HTTP-сервер Apache использует zlib для реализации сжатия для протокола HTTP/1.1.
- Клиент и сервер OpenSSH, для опционального сжатия, поддерживаемого протоколом SSH.
- Класс System.IO.Compression.DeflateStream в Microsoft .NET Framework 2.0 и выше.[3]
- Библиотека GnuTLS также может использовать zlib для сжатия соединений Transport Layer Security.
- Пакет программ 1С:Предприятие версий 7.7 и 8 использует zlib для сжатия файлов своей базы данных (при файловом режиме организации данных) и данных в таблицах SQL (при серверной организации данных).
- Игра World of WarCraft использует zlib для сжатия больших объёмов трафика идущего от сервера к клиенту.

zlib используется и во встраиваемых устройствах.